# Adnan Kešmer
Adnan Kešmer (ur. 11 października 1986) – bośniacki niepełnosprawny siatkarz, medalista paraolimpijski.
Został ranny w trakcie wojny domowej w Bośni i Hercegowinie. Siatkówkę na siedząco zaczął uprawiać w 2005 roku, a pięć lat później zadebiutował w kadrze narodowej.
Grał na pozycji libero. Na Letnich Igrzyskach Paraolimpijskich 2012 był członkiem drużyny, która zdobyła złoty medal paraolimpijski. Cztery lata później został wicemistrzem paraolimpijskim. Wśród innych osiągnięć ma w dorobku m.in. złoty medal mistrzostw Europy 2013 (został wybrany najlepszym libero mistrzostw).
W 2017 roku został wyróżniony tytułem wybitnego sportowca klasy międzynarodowej przez ministerstwo spraw cywilnych.